# Jacques Delille

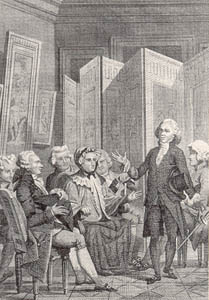
Jacques Delille (stehend) bei einer Vorlesung seiner Dichtung La Conversation im Pariser Salon von Madame de Geoffrin (sitzend) (1812)

Jacques Delille (gelegentlich Abbé Delille, * 22. Juni 1738 in Clermont-Ferrand in der Auvergne; † 1. Mai 1813 in Paris) war ein französischer Dichter.

## Leben

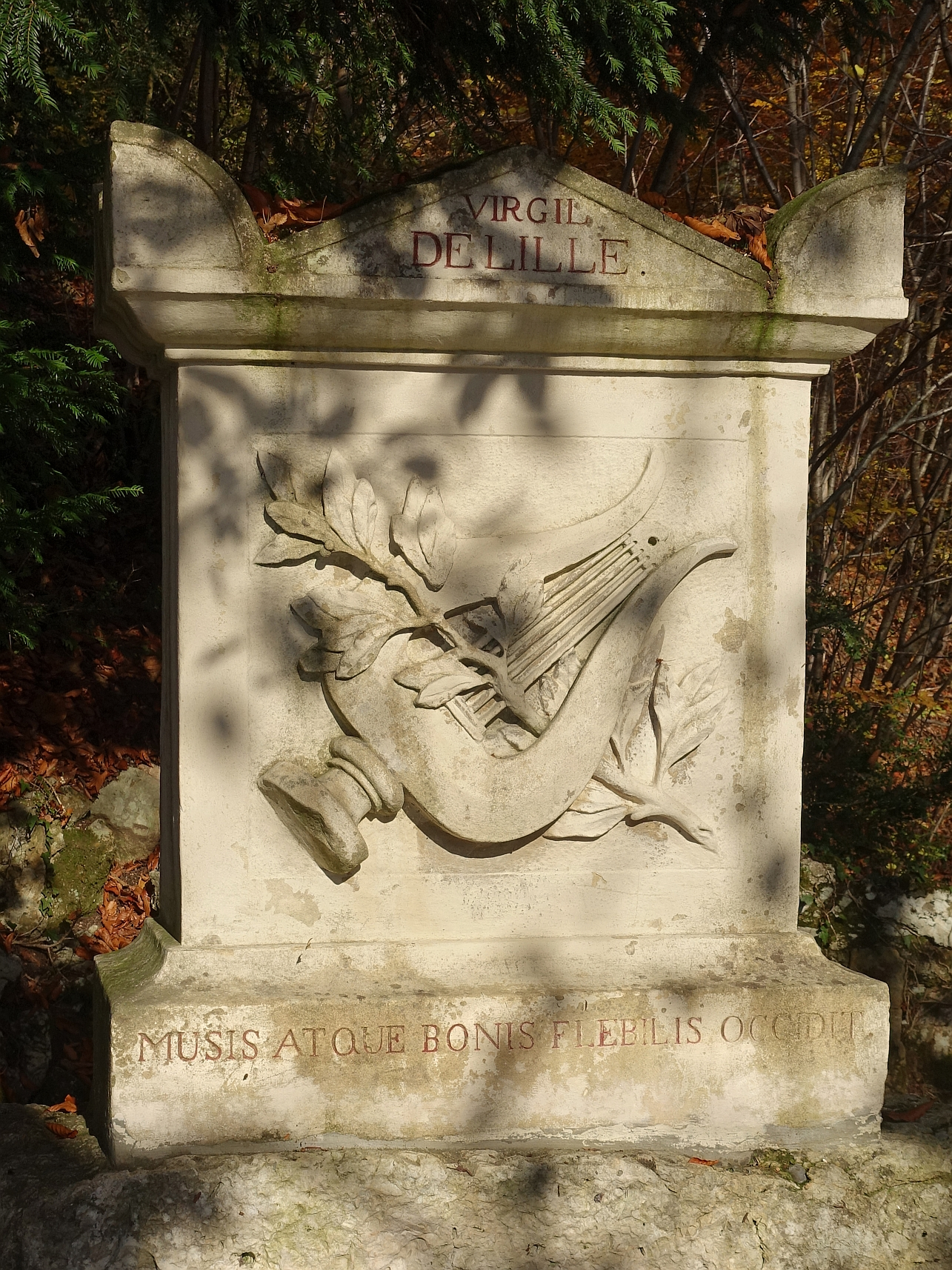
Das Denkmal in der Ermitage Arlesheim für Jacques Delille (1738–1823) wurde kurz nach seinem Tod, 1824, errichtet und trägt die Sockelinschrift: Er starb von den Musen und allen Guten beweint.

Jacques Delille war der Sohn des Anwalts Montanier Delille und ging im Collège Lisieux in Paris zur Schule. Nach dem Studium wurde er Lehrer an den Gymnasien von Beauvais und Amiens, dann in Paris. Schon früh bewies er ein großes poetisches Talent, berühmt aber wurde er erst 1769 durch seine Übersetzung von Vergils Georgica.
Als Nachfolger des Naturwissenschaftlers Charles Marie de La Condamine wurde Delille 1772 in die Académie française gewählt (Fauteuil 23), seine Aufnahme verzögerte sich aber wegen seiner Jugend bis 1774. Auch wurde er Freimaurer in der Pariser Loge Les Neuf Sœurs.
Nachdem der Aufklärer seine Lehrtätigkeit mit einer Professur der lateinischen Poesie am Collège royal vertauscht hatte, veröffentlichte er 1782 sein erstes größeres Originalwerk, das Lehrgedicht Les jardins, ou l’art d’embellir les paysages, mit dem er sehr erfolgreich wurde, besonders da er auch ein vorzüglicher Vorleser war.
Nach seiner Rückkehr von einer Reise nach Konstantinopel, wohin er den französischen Botschafter, Diplomaten und Altertumsforscher Marie-Gabriel-Florent-Auguste de Choiseul-Gouffier begleitet hatte, fand Delille seine Lage durch die Französische Revolution vollständig verändert. Er behielt zwar seine Freiheit, verlor aber seine Einkünfte von 30.000 Francs aus der Abtei von St-Séverin, die ihm der Graf von Artois verschafft hatte.
Während des Direktoriums machte er eine Reise durch Deutschland und England, kehrte 1802 nach Frankreich zurück und übernahm wieder seine Professur sowie seine einflussreiche Stellung in der Gesellschaft.
Delille starb am 1. Mai 1813, nachdem er in den letzten Jahren vollständig erblindet war.

## Werke
als Autor
- Les Jardins. 1782.
- L’homme des champs, ou les Géorgiques françaises. 1800.
- Poésies fugitives. 1802.
- Dithyrambe sur l’Être suprême et l’immortalité de l’âme. 1802.
- Le malheur et la pitié. 1803.
- L’imagination, poème en huit chants. 1806.
- Les trois règnes de la nature. 1809.
- La Conversation. 1812.
- Œuvres. Michaud, Paris 1824 (16 Bde.)

als Übersetzer
- Vergil: l’Éneïde. 1804.
- John Milton: Le paradis perdu. 1805.
- Vergil: Les Géorgiques. Paris 1782.
- Alexander Pope: l’essai sur l’homme („Essay on man“). Michaud, Paris 1821.